# Sichuan Hongda
Sichuan Hongda ist ein chinesisches Unternehmen mit Firmensitz in Chengdu. Sichuan Hongda produziert und verkauft Chemieprodukte in China und in verschiedene Länder weltweit. Im Unternehmen sind rund 8.400 Mitarbeiter beschäftigt.